# Sakala (Indonesië)
Sakala is een bestuurslaag in het regentschap Sumenep van de provincie Oost-Java, Indonesië. Sakala telt 1945 inwoners (volkstelling 2010).